# Neoxyphinus ogloblini
Neoxyphinus ogloblini là một loài nhện trong họ Oonopidae.
Loài này thuộc chi Neoxyphinus. Neoxyphinus ogloblini được miêu tả năm 1953 bởi Birabén.